# Solskyddsmedel

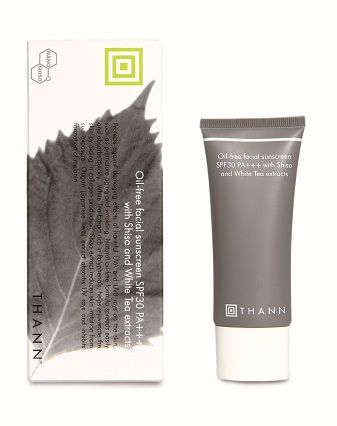
Solskyddsmedel

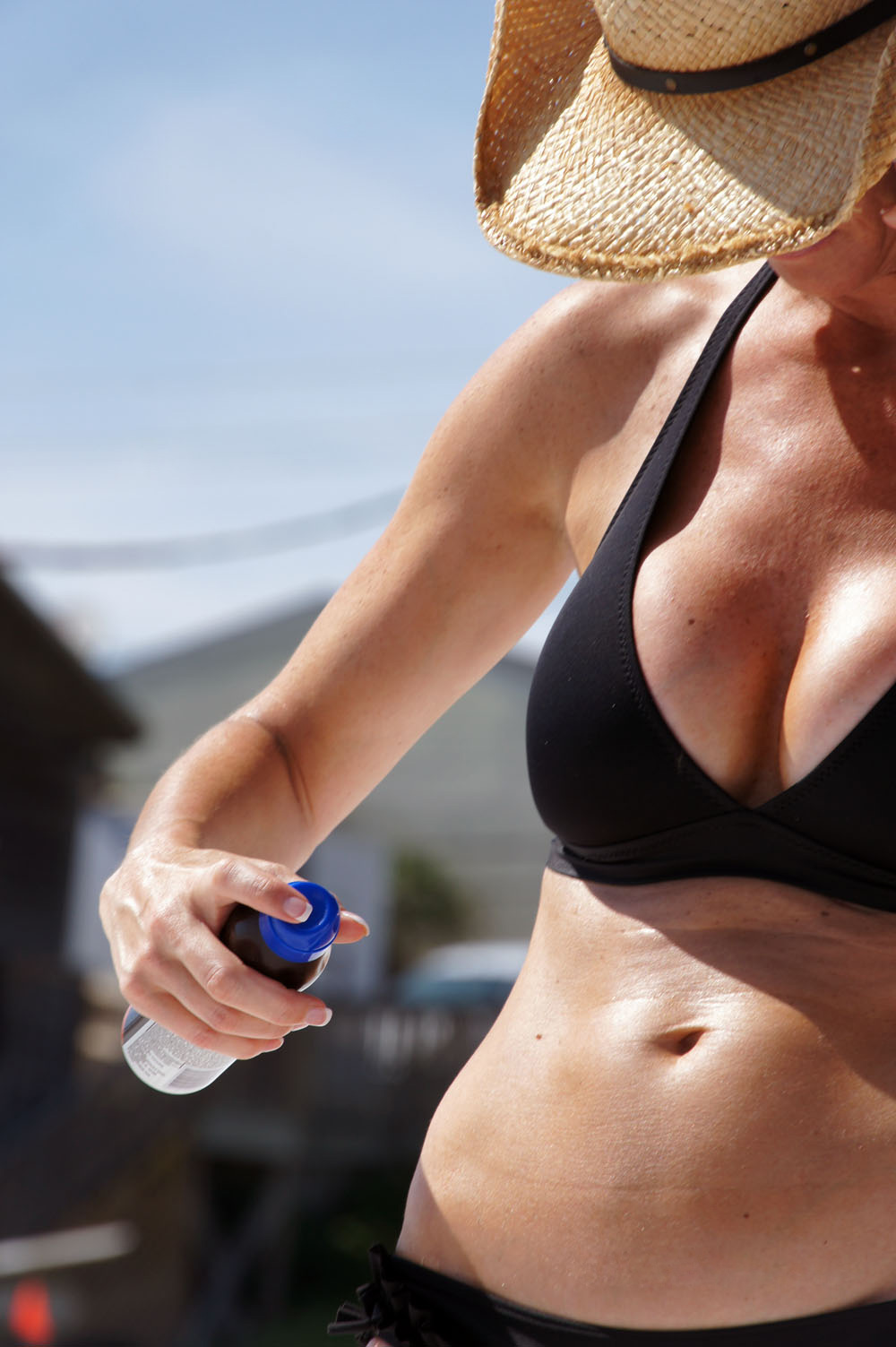
Applicering av solskyddsspray.

Solskyddsmedel är produkter avsedda att appliceras på bar hud som inte skyddas av kläder, och ger ett skydd mot solstrålning genom att dämpa den ultravioletta strålning (UV) som når huden vid solbad och andra utomhusaktiviteter i starkt solljus. Solskyddsmedel förekommer i olika form, exempelvis sololja, solkrämer och stift. Solbränna som uppstår vid solning är en del av kroppens naturliga skydd mot solens skadliga strålar, där UV-strålning är en naturligen förekommande del. Graden av skydd som ett solskyddsmedel ger vid normal användning mäts i form av dess solskyddsfaktor.
Enligt en undersökning publicerad sommaren 2012 är svenskar dåliga på att skydda sig på rätt sätt mot solen.

## Användning
Det är viktigt för alla människor att skydda sig mot solen eftersom den kan orsaka hudcancer eller påskynda hudens åldrande, och extra viktigt är det för barn. Solskyddsmedel är ett kompletterande solskydd och man bör därför inte använda enbart solskyddsmedel som solskydd. I första hand bör man bära kläder, solhatt och solglasögon som ger ett bra skydd. Solstrålningen är starkast under några timmar mitt på dagen och då bör man helst ta pauser från solandet. Solskyddsmedel bör även användas molniga dagar eftersom UV-strålarna kan tränga igenom moln.
För att solskyddsmedel ska ge fullgod effekt krävs vanligen att en riklig mängd appliceras på huden. Läkemedelsverket rekommenderar en vuxen person med normal kroppsbyggnad att använda cirka 30 ml (en handfull) solskyddskräm till hela kroppen. För ett fullgott skydd rekommenderas även att man smörjer in sig på nytt efter varje bad.

### Barn

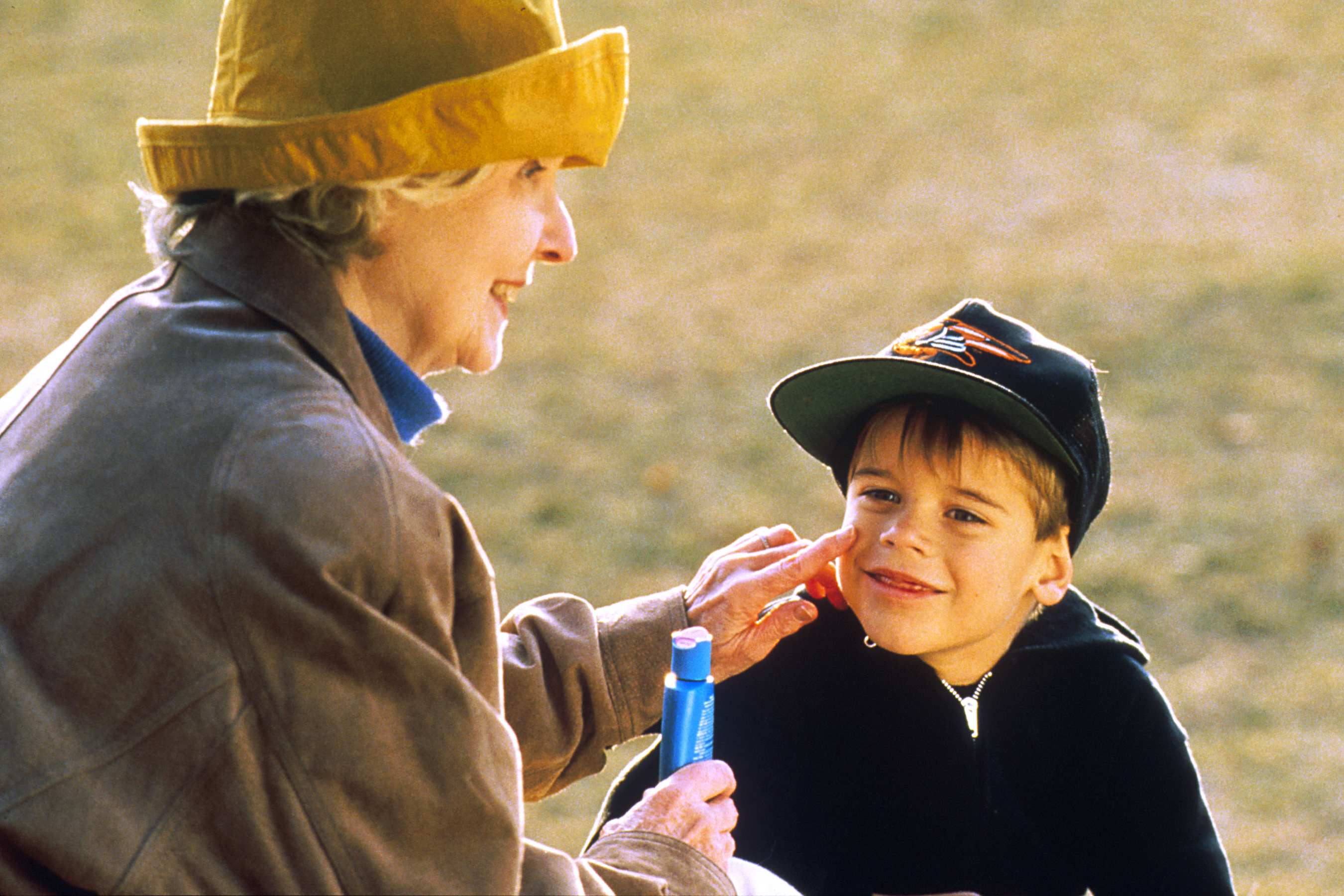
Ett barn smörjs in med solskyddsmedel i ansiktet.

Barn har tunnare och känsligare hud än vuxna. De skyddas främst i skuggan och bör bära kläder med långa ärmar och ben samt solhatt. Då behövs inget solskyddsmedel förutom eventuellt i ansiktet. Om barnet använder solskyddsmedel är det viktigt att regelbundet smörja in barnet, även om vattenfast solskyddsmedel används. Små barn, i exempelvis barnvagn, skall aldrig vändas med ansiktet mot solen eftersom det finns risk att barnets ögon bränns sönder. Spädbarn bör undvika att vistas i solen, däremot kan spädbarn över sex månaders ålder vistas korta stunder i solen under förutsättning att skyddande kläder och solskyddsmedel med hög skyddsfaktor (30–50) används.

## Förvaring
Solskyddsprodukter bör förvaras svalt (inte i solljus) och konsumeras före bäst före-datumet, annars kan skyddet försämras.

## Negativa effekter
År 2010 visade en rapport att en stor andel solskyddsmedel hade brister. Mer än hälften av de testade produkterna hade så allvarliga brister att de förbjöds, medan övriga åtgärdades.
Pyttesmå partiklar i vissa solkrämer och smink, så kallade nanopartiklar, har under 2000-talet använts för att krämen inte ska lägga sig som en vit hinna på huden utan ge en mer genomskinlig effekt. EU-parlamentet beslutade 2009 att alla hudvårdsprodukter med nanomaterial skulle genomgå säkerhetstester. 2010 fanns ingen forskning som kunde påvisa om nanopartiklarna är skadliga för människa och miljö. Från och med 2013 måste tillverkarna deklarera i innehållsförteckningen om det finns nanomaterial i till exempel solkrämer och smink.

## UV-strålning
Det finns två typer av ultravioletta strålar som når jordytan:
- UVA-strålar som tränger långt in i huden och gör att det pigment vi redan har mörknar, men också att huden blir rynkig och åldras för tidigt.

- UVB-strålar som medverkar till att bygga upp ett skyddande pigment, men som också gör att du bränner dig om du solar för länge.